# Kickers Offenbach
OFC Kickers Offenbach je njemački nogometni klub iz Offenbacha. 
Zlatne godine ovog kluba su bile 1950-ih, kada je Offenbach dvaput bio vice-prvak Njemačke. Tijekom 1960-ih i 1970-ih, Kickers Offenbach je nastupao u Bundesligi i u 2. Bundesligi. Najveći uspjeh je došao 1970. godine kada je osvojen njemački Kup. U finalu je pobijeđen 1. FC Köln. Veliki rival mu je Eintracht Frankfurt.
U sezoni 2019./20., klub se natječe u Regionalliga Südwest, 4. rangu njemačkog nogometa. 

## Poznati igrači
- Rudi Völler
- Siegfried Held
- Erwin Kostedde
- Manfred Ritschel

## Vanjske poveznice
- (njemački) Službene stranice